# エタノールアミンリン酸
エタノールアミンリン酸（英: ethanolamine phosphate、EAP、O-リン酸エタノールアミン、英: O-phosphoethanolamine）またはリン酸エタノールアミン（英: phosphoethanolamine）、PEAは、広く生物界で見られる天然の化合物である。スフィンゴシン-1-リン酸リアーゼにより、脂質メディエーターのひとつであるスフィンゴシン-1-リン酸からエタノールアミンリン酸とtrans-2-ヘキサデセナールを生じる。同様の経路により、スフィンガニン-1-リン酸からも生成される。また、エタノールアミンキナーゼにより、エタノールアミンとATPからエタノールアミンリン酸とADPを生じる。エタノールアミンリン酸は、内因性カンナビノイド前駆体であるリン酸アナンダミドの一部でもある。
大うつ病患者では脳脊髄液中のエタノールアミン濃度が低下しているとの報告がある。ヒトの血漿中濃度は約2～5 μMである。大うつ病において血漿中エタノールアミン濃度が低下しているとの報告がある。
アメリカでは、カルシウム塩の形でサプリメントとして販売され、効能として細胞膜の強化が謳われている。
pKa値は5.61および10.39。